# رفعت ایبرشیمی
رفعت ایبرشیمی (آلبانیایی: Rifat Ibërshimi؛ زادهٔ ۲۹ اکتبر ۱۹۵۰) بازیکن فوتبال اهل آلبانی بود.
وی همچنین در تیم ملی فوتبال آلبانی بازی کرده‌است.